# Габријел Попеску
Габријел Попеску (25. децембар 1973) бивши је румунски фудбалер.

## Каријера
Током каријере играо је за Универзитатеа Крајова, Валенсија и многе друге клубове.

## Репрезентација
За репрезентацију Румуније дебитовао је 1996. године, наступао и на Светском првенству 1998. године. За национални тим одиграо је 14 утакмица и постигао 1 гол.

## Статистика
| Румунија | Румунија | Румунија |
| Год.     | Ута.     | Гол.     |
| -------- | -------- | -------- |
| 1996     | 3        | 0        |
| 1997     | 4        | 1        |
| 1998     | 7        | 0        |
| Укупно   | 14       | 1        |